# Касабы
Касабы, или бумперы, или хлороскомбрусы (лат. Chloroscombrus), — род лучепёрых рыб из семейства ставридовых. Распространены в тропических и тёплых умеренных водах Атлантического океана (C. chrysurus) и восточной части Тихого океана (C. orqueta).

## Описание
Рыбы среднего размера; максимальная длина тела от 30 см (C. orqueta) до 65 см (C. chrysurus). Тело яйцевидной формы, высокое, сильно сжато с боков, покрыто мелкой циклоидной чешуёй. Грудь полностью покрыта чешуёй. Нижний профиль тела намного более выпуклый по сравнению с верхним профилем. Рыло короткое, тупое. Глаза маленькие со слабыми жировыми веками.

## Биология
Морские пелагические рыбы. Обитают в прибрежных водах на глубине до 100 м, заходят в лагуны с манграми и эстуарии. Иногда выходят в открытые океанические воды, где обычно ассоциируются с плавающими объектами, такими как медузы. Питаются мелкими рыбами, головоногими и зоопланктоном.

## Классификация
В состав рода включают 2 вида:
- Chloroscombrus chrysurus  (Linnaeus, 1766) — Касаба (рыба), или бумпер, или хлороскомбрус
- Chloroscombrus orqueta Jordan & Gilbert, 1883 — Тихоокеанский бумпер